# Minh Quang (nhạc sĩ)
Minh Quang (sinh năm 1951), tên khai sinh là Đỗ Minh Quang, là nhạc sĩ người Việt Nam. 

## Tiểu sử[2]
Nhạc sĩ Minh Quang tốt nghiệp Đại học sáng tác thuộc Nhạc viện Hà Nội.

## Các tác phẩm[2]
Nhạc sĩ Minh Quang viết các ca khúc như:
- Gia tài người lính (thơ Diệp Minh Tuyền)
- Hoa sim biên giới (thơ Đặng Ái)
- Anh lính tình nguyện và điệu múa Apsara
- Sông Lô chiều cuối năm
- Cây đàn guitar một dây

Ngoài ra: Ông còn viết các bản khí nhạc, nhạc múa, nhạc kịch, hợp xướng về người lính.

## Giải thưởng
Năm 2012, ông được nhận Giải thưởng Nhà nước về Văn học Nghệ thuật.